# كولومبيانا (فلم)
كولومبيانا (بالإنجليزية: Colombiana) هو فيلم أكشن فرنسي أمريكي مشترك صدر عام 2011 للمخرج أوليفييه ميغاتون، من بطولة زوي سالدانا.

## القصة
شهدت الطفلة كاتاليا ريستريبو ذات التسع سنوات قتل والديها غدرا من طرف ذراع أبيها الأيمن لويس ساندوفال، وبعد تمكنها من الفرار، التحقت بعمها إيميليو رجل عصابات يعيش في شيكاغو. هذا الأخير ورغم محاولاته المستميتة إبعادها عن العالم الإجرامي، إلا أن إصرارها على الثأر والانتقام كان أقوى.
بعد خمسة عشر عامًا، أصبحت كاتاليا امرأة ناجحة وقاتلة محترفة. لكن في كل جريمة ترتكبها كانت تترك رسما لزهرة الكاتليا على أجساد ضحاياها لتتبع لويس والانتقام.

## روابط خارجية
- مقالات تستعمل روابط فنية بلا صلة مع ويكي بيانات